# 리다오위
리다오위(중국어: 李道豫, 1932년 ~)는 1993년부터 1998년까지 주미 중국대사를 지낸 은퇴한 중국 외교관이다.

## 어린 시절
리다오위는 1932년 8월 중국 안휘성 허페이에서 태어났다.

## 교육
리다오위는 1952년 후장 대학을 졸업했다.

## 경력
1952년 리다오위는 중국 외무부에 들어갔다. 1952년부터 1983년까지 부처의 국제부 직원이었고 부국장으로 승진했다. 1983년 리다오위는 제네바 부대표가 됐다. 1984년부터 1988년까지 리다오위는 외교부 국제부서장을 역임했다. 1988년에는 외무장관 보좌관이 됐다. 1990년부터 1993년까지 유엔 대표이자 대사를 역임했다. 1993년부터 1998년까지 리다오위는 주미 중국 대사를 역임했다. 리다오위는 1998년부터 2004년 은퇴할 때까지 전국인민대표대회(전인대)에서 활동했다.